# ويليام ميتشيل (سياسي أمريكي)
ويليام ميتشيل (بالإنجليزية: William Mitchell)‏ هو محامي وسياسي أمريكي، ولد في 19 يناير 1807، وتوفي في 11 سبتمبر 1865 في ماكون في الولايات المتحدة. حزبياً، نشط في الحزب الجمهوري. وقد انتخب عضو مجلس نواب إنديانا وانتخب عضو مجلس النواب الأمريكي.